# Mambos by Tito Puente - Volume 4
Mambos by Tito Puente - Volume 4 è un album di Tito Puente, pubblicato dalla Tico Records nel 1952. Il disco raccoglie brani usciti in precedenza su 78 giri (in formato singolo) e registrati nel periodo che va dal 1949 al 1951.
I brani di quest'album sono stati ripubblicati su CD nella raccolta The Complete 78s (Volume 1 e Volume 2).

## Tracce
Lato A
1. Tinguaro – 3:07 (Israel "Cachao" Lopez)
2. Camina camaron – 2:54 (Marcos Perdomo)
3. Quireme y veras – 2:48 (José Mendez)
4. Jumbalato – 2:40 (Sherm Feller)

Lato B
1. Mari Juana – 2:54 (Juana M. Casas)
2. Willie and Ray Mambo – 3:08 (Tito Puente)
3. Mambo con Puente – 3:09 (Tito Puente)
4. Mamey colorao – 2:52 (Pedro Justiz)

## Musicisti
- Tito Puente - timbales
- Vincentico Valdes - voce
- DeCastro Sisters - voce
- Mongo Santamaría - congas
- Willie Bobo - percussioni
- Patato Valdes - percussioni
- Johnny Pacheco - percussioni
- Ray Barretto - percussioni
- e altri musicisti non accreditati